# FA Cup 1896-1897
La FA Cup 1896-97 fu la ventiseiesima edizione del torneo calcistico più vecchio del mondo. Vinse per la terza volta l'Aston Villa.

## Calendario
| Turno                           | Data di inizio          | Data di fine |
| ------------------------------- | ----------------------- | ------------ |
| Turno preliminare               | Sabato 10 ottobre 1896  |              |
| Primo turno di qualificazione   | Sabato 10 ottobre 1896  | 31 ottobre   |
| Secondo turno di qualificazione | Sabato 31 ottobre 1896  | 21 novembre  |
| Terzo turno di qualificazione   | Sabato 21 novembre 1896 | 12 dicembre  |
| Quarto turno di qualificazione  | Sabato 12 dicembre 1896 | 2 gennaio    |
| Quinto turno di qualificazione  | Sabato 2 gennaio 1897   | 16 gennaio   |
| Primo turno                     | Sabato 30 gennaio 1897  |              |
| Secondo turno                   | Sabato 13 febbraio 1897 |              |
| Terzo turno                     | Sabato 27 febbraio 1897 |              |
| Semifinali                      | Sabato 20 marzo 1897    |              |
| Finale                          | Sabato 10 aprile 1897   |              |

## Primo turno
| Nr. partita | Squadra locale        | Punteggio | Squadra ospite          | Data             |
| ----------- | --------------------- | --------- | ----------------------- | ---------------- |
| 1           | Liverpool             | 4-3       | Burton Swifts           | 30 gennaio 1897  |
| 2           | Preston North End     | 6-0       | Manchester City         | 30 gennaio 1897  |
| 3           | Stoke                 | 5-2       | Glossop North End       | 30 gennaio 1897  |
| 4           | Blackburn             | 2-1       | Sheffield United        | 30 gennaio 1897  |
| 5           | Aston Villa           | 5-0       | Newcastle United        | 30 gennaio 1897  |
| 6           | Sheffield Wednesday   | 0-1       | Nottingham Forest       | 30 gennaio 1897  |
| 7           | Grimsby Town          | 0-0       | Bolton Wanderers        | 30 gennaio 1897  |
| Ripetizione | Bolton Wanderers      | 3-3       | Grimsby Town            | 8 febbraio 1897  |
| Ripetizione | Bolton Wanderers      | 3-2       | Grimsby Town            | 11 febbraio 1897 |
| 8           | Sunderland            | 1-0       | Burnley                 | 30 gennaio 1897  |
| 9           | Derby County          | 8-1       | Barnsley St Peter's     | 30 gennaio 1897  |
| 10          | Luton Town            | 0-1       | West Bromwich Albion    | 30 gennaio 1897  |
| 11          | Everton               | 5-2       | Burton Wanderers        | 30 gennaio 1897  |
| 12          | Newton Heath          | 5-1       | Kettering               | 30 gennaio 1897  |
| 13          | Stockton              | 0-0       | Bury                    | 30 gennaio 1897  |
| Ripetizione | Bury                  | 12-1      | Stockton                | 2 febbraio 1897  |
| 14          | Small Heath           | 1-2       | Notts County            | 30 gennaio 1897  |
| 15          | Millwall Athletic     | 1-2       | Wolverhampton Wanderers | 30 gennaio 1897  |
| 16          | Southampton St Mary's | 1-1       | Heanor Town             | 30 gennaio 1897  |
| Ripetizione | Heanor Town           | 0-1       | Southampton St Mary's   | 3 febbraio 1897  |

## Secondo turno
| Nr. partita | Squadra locale        | Punteggio | Squadra ospite          | Data             |
| ----------- | --------------------- | --------- | ----------------------- | ---------------- |
| 1           | Preston North End     | 2-1       | Stoke                   | 13 febbraio 1897 |
| 2           | Blackburn             | 2-1       | Wolverhampton Wanderers | 13 febbraio 1897 |
| 3           | Aston Villa           | 2-1       | Notts County            | 13 febbraio 1897 |
| 4           | West Bromwich Albion  | 1-2       | Liverpool               | 13 febbraio 1897 |
| 5           | Sunderland            | 1-3       | Nottingham Forest       | 13 febbraio 1897 |
| 6           | Derby County          | 4-1       | Bolton Wanderers        | 13 febbraio 1897 |
| 7           | Everton               | 3-0       | Bury                    | 13 febbraio 1897 |
| 8           | Southampton St Mary's | 1-1       | Newton Heath            | 13 febbraio 1897 |
| Ripetizione | Newton Heath          | 3-1       | Southampton St Mary's   | 17 febbraio 1897 |

## Terzo turno
| Nr. partita | Squadra locale    | Punteggio | Squadra ospite    | Data             |
| ----------- | ----------------- | --------- | ----------------- | ---------------- |
| 1           | Liverpool         | 1-1       | Nottingham Forest | 27 febbraio 1897 |
| Ripetizione | Nottingham Forest | 0-1       | Liverpool         | 3 marzo 1897     |
| 2           | Preston North End | 1-1       | Aston Villa       | 27 febbraio 1897 |
| Ripetizione | Aston Villa       | 0-0       | Preston North End | 3 marzo 1897     |
| Ripetizione | Aston Villa       | 3-2       | Preston North End | 8 marzo 1897     |
| 3           | Derby County      | 2-0       | Newton Heath      | 27 febbraio 1897 |
| 4           | Everton           | 2-0       | Blackburn         | 27 febbraio 1897 |

## Semifinali
| Nr. partita | Squadra locale | Punteggio | Squadra ospite | Data          |
| ----------- | -------------- | --------- | -------------- | ------------- |
| 1           | Aston Villa    | 3-0       | Liverpool      | 20 marzo 1897 |
| 2           | Everton        | 3-2       | Derby County   | 20 marzo 1897 |

## Finale
| Arbitro: | J. Lewis |

|                                                       |           |                                |
| John Campbell 18’ Fred Wheldon 35’ Jimmy Crabtree 44’ | Marcatori | 23’ Jack Bell 28’ Dickie Boyle |